# مادس توري
مادس توري (بالدنماركية: Mads Torry)‏ هو لاعب كرة قدم دنماركي في مركز الهجوم، ولد في 13 مايو 1986 في كوبنهاغن في مملكة الدنمارك. لعب مع نادي فايله.